# Juan Diego Castro
Juan Diego Castro Fernández (Cartago, 19 de junio de 1955) es un abogado y político costarricense. Está casado con Sara Castellón. Fue aspirante presidencial para las elecciones de 2018 por el Partido Integración Nacional. Su hermano, Pedro Castro, fue Ministro de Obras Públicas y Transportes.
Castro es Licenciado en Derecho y Máster en Ciencias Penales de la Universidad de Costa Rica y doctor en Mediación Educativa por la Universidad de La Salle. Además de Ministro de Seguridad (1994-1996) y de Justicia (1996-1997) bajo la presidencia de José María Figueres, Castro ha ejercido también los cargos de Presidente del Colegio de Abogados y Notarios de Costa Rica y Gran Maestre de la Gran Logia Masónica de Costa Rica.

## Biografía
Castro nació dentro de una pudiente familia de la oligarquía cafetalera de Cartago. Castro ha estado casado tres veces y tiene ocho hijos. Se casó en primeras nupcias a los 16 años con quien tendría su primera hija. Prosiguió sus estudios en Derecho en la Universidad de Costa Rica en donde se le describe como un estudiante combativo que a menudo cuestionaba fuertemente a los profesores y activo en el movimiento estudiantil y la izquierda. Sería miembro del partido maoísta Partido Obrero Campesino, mediante el cual sería electo regidor del Concejo Municipal del cantón de Paraíso en 1978. Se divorciaría algunos años después de su primera esposa. 
Trabajó para Teletica como abogado y como invitado en calidad de experto legal en algunos programas bajo la dirección de Ignacio Santos.
Castro obtuvo notoriedad como abogado tras representar al entonces candidato liberacionista José María Figueres Olsen en su demanda por difamación contra los hermanos Romero por la publicación del libro El caso Chemise, que lo acusaban de haber asesinado a un joven vendedor de marihuana durante el gobierno de su padre, que fue ganado por el demandante. Castro también demandó al periódico La Nación por afirmar que tras su gestión de Ministro de Justicia le fue asignado un vehículo y escolta de seguridad, demanda que ganó obligando al medio a retractarse y publicar la sentencia.
Como Gran Maestre de la Francmasonería en Costa Rica, le correspondió presidir el Congreso Centroamericano de Masonería que fue realizado en el país en 2013.

## Función pública
Fue Ministro de Seguridad Pública durante la administración de José María Figueres (Partido Liberación Nacional) entre 1994-1996. tras organizar una protesta por parte de la policía que rodeaba el Parlamento para presionar por la reforma al Código Penal, Castro recibió un voto de censura (primero en la historia del país contra un ministro) promovido por el entonces Presidente del Congreso Antonio Álvarez Desanti (quien pertenecía al partido oficialista), con el voto en contra de solo los diputados Ottón Solís y Alberto Cañas Escalante. En agosto de 1996 renunció a su cargo alegando motivos personales, y ejerció luego como Ministro de Justicia de 1996 a 1997. Debido a la impopularidad del gobierno de Figueres en sus últimos años y la controversia por el mantenimiento de Castro, renunció a su cargo en 1997. Presidente del Colegio de Abogados de 2000 a 2002.

## Controversias

### Ministro de Seguridad
En 1994 ordenó no dar información al Organismo de Investigación Judicial sobre un operativo que culminó con la expulsión de unos asaltantes venezolanos. Castro fue acusado por presunta violencia doméstica contra su madre a raíz de disputas con herencias familias. El 7 de diciembre de 1995 rodeó la Asamblea Legislativa con un contingente de policías armados porque los diputados no aprobaban leyes para endurecer penas. Esto le acarreó ser el primer ministro de Estado en ganarse un voto de censura del parlamento.
El 25 de octubre de 1996 es acusado de violar la Ley de Enriquecimiento Ilícito por mantener su puesto en una sociedad anónima y ser ministro. El 30 de abril de 1995 Castro fue cuestionado por la declaratoria de "Secreto de Estado" sobre la compra de armamento israelí para la policía costarricense por parte de la Contraloría General. El decreto fue firmado por el entonces presidente Figueres y derogado poco después por la Sala Constitucional al considerar que solo la Asamblea Legislativa podía declarar secreto de estado.

### Panama Papers
Castro resultó mencionado como parte de los Panama Papers por los medios Amelia Rueda y Semanario Universidad al ser abogado de una empresa relacionada con el bufete Mossack Fonseca, lo que lo llevó a atacar a Rueda y al hijo de ésta Antonio Jiménez, así como al medio Semanario Universidad.

### Enfrentamientos con periodistas
El 24 de noviembre la periodista Arlene Raventós demostró que las acusaciones recibidas por parte de Juan Diego Castro en el sentido de que ella estaba detrás de una supuesta campaña para desprestigiarlo, eran falsas. "Es lamentable tener que salir a aclarar informaciones falsas y sin contenido real, publicadas al calor de una campaña política, que debería dedicarse a plantear ideas sobre la solución real a los problemas del país; pero cuando se trata de enlodar un nombre por lo bajo y sin fundamento, impera la necesidad de aclarar con la verdad y eso es lo que le solicito", le dijo públicamente. El 1 de diciembre del 2017, el periodista David Delgado, quien trabajó en La Nación y en el Ministerio de Justicia y Paz, lo denunció públicamente por "persecución, burla y acoso" en relación con la cobertura sobre un caso de narcotráfico.

### Juicio
El 11 de diciembre del 2017 anunció que demandaría a la Universidad de Costa Rica debido a que un programa en Facebook de varios jóvenes estudiantes informaban de la agresión hacia su madre, su pasado como político y criticaban lo que calificaron sus tendencias "populistas de derecha". Durante el juicio trascendió que Castro gritó a una de las acusadas «No le pego un tiro porque creo en Dios» lo que causó la reprimenda del juez. El juicio fue finalmente anulado por los jueces por ausentismo del demandante.

### Acusación de antisemitismo
El 27 de julio de 2019 Castro realizó ataques desde su cuenta oficial de Facebook hacia distintos medios y partidos políticos, pero se dirigió en especial hacia el empresario judío Leonel Baruch, propietario del medio CRHoy, haciendo alusiones y chistes sobre el Holocausto y denominándolo además un «perverso banquero». Las palabras de Castro fueron condenadas por el Centro Israelita de Costa Rica, la mayor de las asociaciones judías del país. Las palabras de Castro también fueron condenadas por el embajador de Israel ante Costa Rica Amir Ofek, que las describió como «expresión miserable». Las jefaturas de fracción de los partidos Liberación Nacional, Acción Ciudadana, Unidad Social Cristiana, Frente Amplio e Integración Nacional repudiaron las manifestaciones, mientras el diputado independiente Erick Rodríguez Steller, afín a Castro, las defendió asegurando que habían sido sacadas de contexto.

## Campaña presidencial
Castro ha sido polémico por su forma de hacer campaña que algunos consideran irreverente y excéntrica, se le ha acusado también de populismo, y se le ha comprado con el presidente estadounidense Donald Trump, la candidata francesa Marine Le Pen y el presidente filipino Rodrigo Duterte. Comparaciones que Castro rechaza. Castro ya aparecía en los primeros lugares en las encuestas aún antes de ser candidato oficial o tener un partido político que acogiera su candidatura (la legislación costarricense no permite candidaturas independientes por lo que es obligatorio ser nominado por un partido político para ser candidato). Tras iniciar su campaña subió rápidamente del tercer al segundo lugar superando al candidato socialcristiano Rodolfo Piza Rocafort y colocándose como segundo frente a Álvarez Desanti del PLN. En algunas encuestas apareció empatado con Álvarez o en primer lugar.

## Post-elecciones y nuevo partido
Terminadas las elecciones de 2018 en las cuales Castro no obtuvo el respaldo que le vaticinaban las encuestas y no pudo pasar a la segunda ronda, casi inmediatamente tuvo desacuerdos públicos con la dirigencia del partido que lo nominó, presidido por el diputado electo Walter Muñoz Céspedes. Castro acusó al PIN de sabotear su candidatura y de malgastar fondos que él había donado. Ambos grupos se distanciaron rápidamente. Castro iniciaría el proceso de constitución de un nuevo partido al que llamaría Reconstrucción Costa Rica y al cual se adhirió uno de los diputados electos por el PIN. Sin embargo al no haber concluido el proceso de constitución a dos años después de la asamblea constitutiva, en febrero de 2020 el Tribunal Supremo de Elecciones declaró la creación del nuevo partido como caducada. Castro mismo solicitó el archivo de la gestión argumentando dificultades logísticas.
En 2022 dio su adhesión al candidato Rodrigo Chaves Robles, quien en algún momento obtendría el segundo puesto en la primera ronda  y avanzaría al balotaje el 3 de abril contra quien habría obtenido el primer puesto en las elecciones presidenciales y además quién sería el presidente de la república cuando Castro fue ministro de seguridad, José María Figueres.
El 28 de septiembre de 2024 culminó la fundación del partido provincial josefino Compatriotas por el cual anunció que sería candidato a diputado en primer lugar por San José.